# Arthur Bauchet
Pour les articles homonymes, voir Bauchet.
Arthur Bauchet, né le 10 octobre 2000 à Saint-Tropez (Var), est un skieur handisport français qui concourt en catégorie « debout ». Quadruple vice-champion paralympique à Pyeongchang en 2018, il est triple champion paralympique de la descente, du Super-Combiné et du slalom à Pékin en 2022.

## Biographie
Né à Saint-Tropez, Arthur Bauchet grandit à Grimaud (Var), jusqu'à l'âge de 15 ans. Installé depuis 2016 à Briançon, il est licencié au CSHB (Club des Sports d'Hiver de Briançon). Il pratique le ski depuis l'âge de 5 ans, malgré sa maladie, la paraparésie spastique, maladie génétique rare qui provoque des tremblements.
En 2019, il intègre l'équipe de France Douane.

## Carrière sportive

### Ski
Lors des Championnats du monde de ski alpin 2017 à Tarvisio en Italie, il remporte la médaille d'or en slalom géant et en slalom, ainsi que l'argent en super-G.
Pour sa première participation aux Jeux paralympiques d'hiver à Pyeongchang, Arthur Bauchet remporte quatre médailles d'argent en descente hommes, en super-G, en slalom et en super-combiné.
Le 5 mars 2022, il remporte sa première médaille d'or sur l'épreuve de descente aux Jeux paralympiques d'hiver à Pékin après avoir terminé sa course en 1 min 14 s 82, 33 centièmes devant l'Autrichien Markus Salcher. Il termine quatrième du Super-G le lendemain.
Médaille d'Or en slalom debout le dimanche 29 janvier 2023 lors des championnats du monde de para-ski alpin à Espot en Espagne.

### Cyclisme
En 2023, Arthur Bauchet annonce débuter, en parallèle de sa carrière de skieur, une carrière dans le paracyclisme avec l'espoir de participer aux Jeux Paralympiques de Paris 2024. 
Il rejoint quelques mois plus tard l'équipe de paracyclisme Cofidis. 
En 2024, il chute avant sa première coupe du monde et se casse la clavicule, ce qui ne l'empêche pas de participer à d'autres compétitions et d'obtenir des résultats encourageants (2ème et 3ème places lors des championnats de France).  Malgré cela, Arthur Bauchet ne parvient pas à se qualifier pour participer aux Jeux Paralympiques de Paris 2024.  

## Palmarès

### Jeux paralympiques
| Épreuve / Édition   | Descente | Super-G | Slalom géant | Slalom | Super-Combiné |
| ------------------- | -------- | ------- | ------------ | ------ | ------------- |
| JP 2018 Pyeongchang | Argent   | Argent  |              | Argent | Argent        |
| JP 2022 Pékin       | Or       | 4e      | Bronze       | Or     | Or            |

Légende :

 : première place, médaille d'or

 : deuxième place, médaille d'argent

 : troisième place, médaille de bronze

— : n'a pas participé à cette épreuve

### Championnats du monde handisports
| Épreuve / Édition           | Descente | Super-G | Slalom géant | Slalom | Super-Combiné |
| --------------------------- | -------- | ------- | ------------ | ------ | ------------- |
| Mondiaux 2017 Tarvisio      | 5e       | Argent  | Or           | Or     | 8e            |
| Mondiaux 2019 Kranjska-Gora | Bronze   |         | Or           | Or     | Or            |

Légende :

 : première place, médaille d'or

 : deuxième place, médaille d'argent

 : troisième place, médaille de bronze

— : Arthur Bauchet n'a pas participé à cette épreuve

## Carrière télévisée
Arthur Bauchet est consultant pour France Télévisions à l'occasion des Jeux olympiques de Paris 2024.

## Distinctions
- Chevalier de l'ordre national du Mérite en 2018[15]
- Chevalier de la Légion d'honneur en 2022 [16]